# 131 f.Kr.

## Händelser

### Efter plats

#### Romerska republiken
- Aristonikos av Pergamon leder ett uppror mot romarna och konsul Publius Licinius Crassus Dives Mucianius dödas i striderna.
- Den romerske censorn Quintus Metellus Macedonicus försöker avlägsna tribunen Gaius Atinius Labeo Macerio från senaten. En mycket arg Atinius för då iväg honom att bli kastad utför tarpeiska klippan och det är endast på andra senatorers inverkan, som Metellus räddas.
- Tribunen Gaius Papirius Carbo får igenom en ny bestämmelse om att hemliga val får används av lagstiftande församlingar.
- För första gången i Roms historia är båda censorerna plebejer (Metellus och Quintus Pompeius).
- Den första Acta diurna ("informationstavla") införs i Rom (omkring detta år).